# Спора

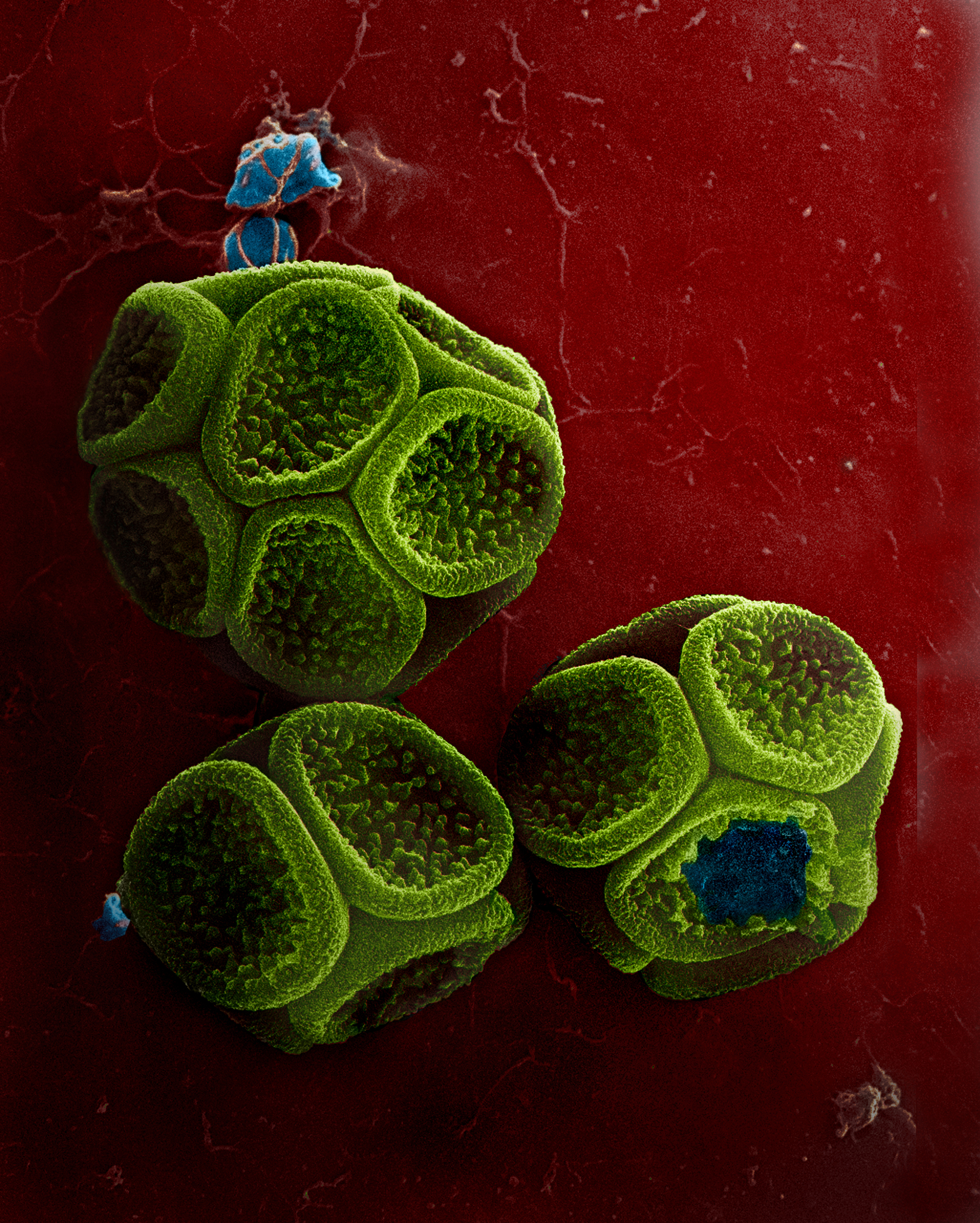
Кластери спор, що утворилися у спорангії міксоміцета Lindbladia tubulina з соснових лісів на сході України.

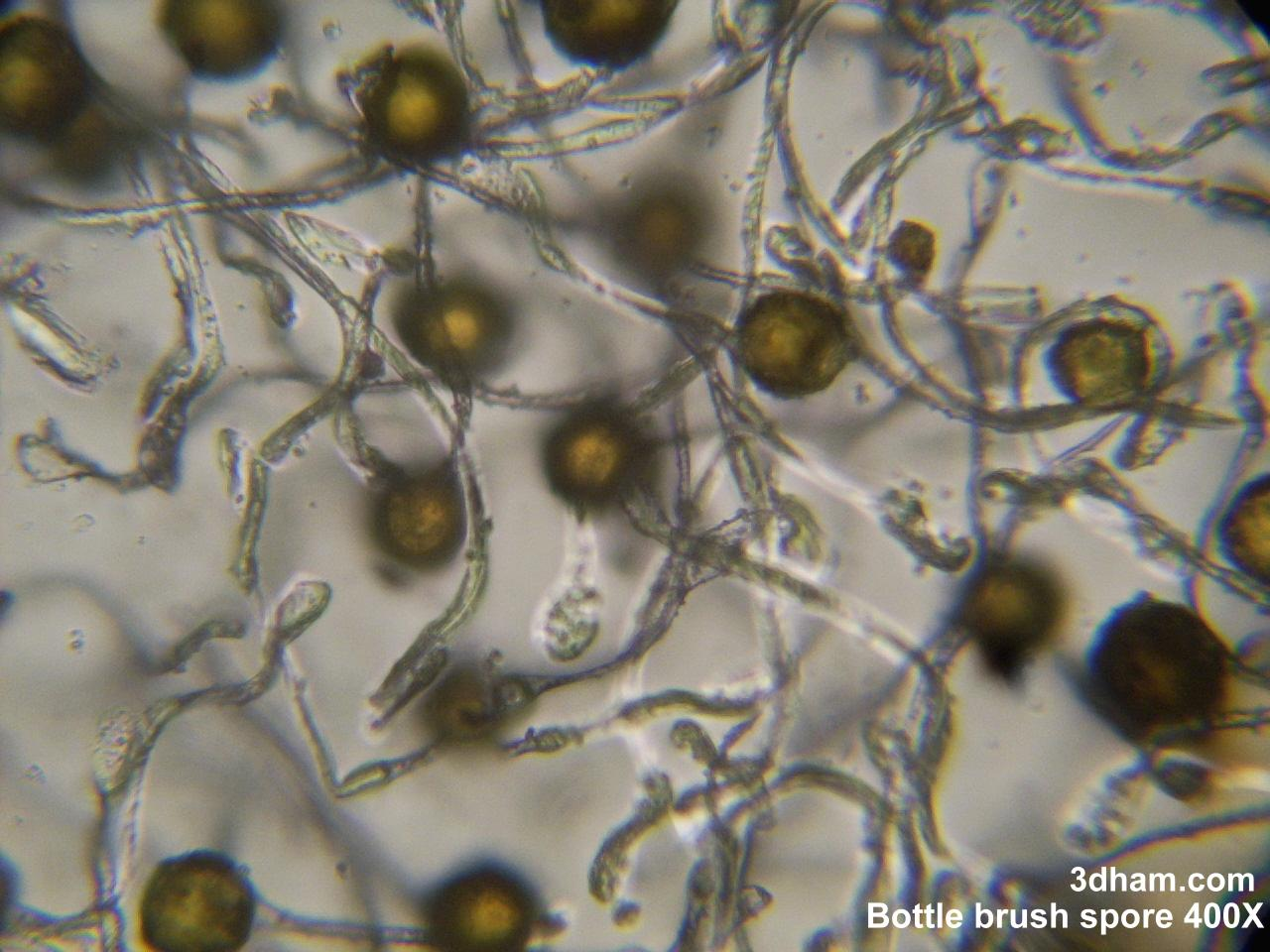
Спори хвоща при 400-кратному збільшенні під мікроскопом

Спора (від грец. σπορα — «насіння») в біології — репродуктивна структура, пристосована для поширення і виживання в неактивному стані протягом довгого періоду часу за несприятливих умов. Спори формують частину життєвого циклу багатьох рослин, грибів, деяких бактерій та найпростіших. Головною різницею між спорами і насінням, іншою структурою, призначеною для розмноження, є незначна кількість поживних речовин, що міститься у спорі.

## Спори бактерій
Багато видів бактерій володіють здатністю до спорооутворення, яка полягає в тому, що при настанні умов, несприятливих для життя, клітина змінює свою структуру, об'єм і форму, часто також втрачає воду.
Найвідомішим та найбільш пристосованим до екстремальних умов типом бактеріальних спор є ендоспори, що формуются всередині клітини деякими представниками типу Firmicutes, наприклад, грам-позитивними Bacillus, Anaerobacter, Heliobacterium та Clostridium. Майже в усіх випадках формується одна ендоспора, тобто це не є процесом розмноження, хоча Anaerobacter може формувати до семи ендоспор на клітину. Ендоспори мають центральне ядро, складене з цитоплазми що містить ДНК та рибосоми, оточене шаром корки і захищене непроникною і жорсткою оболонкою. Ендоспори не показують ніякого метаболізму і можуть витримати екстремальний фізико-хімічний тиск, наприклад високі рівні ультрафіолетового випромінювання, гамма-випромінювання, детергентів, дезинфікуючих засобів, нагрівання, тиску і висушування. У такому неактивному стані ці організми, у деяких випадках, можуть залишатися життєздатними протягом мільйонів років та виживати навіть у космічному просторі.
Інші види бактерії формують різні типи і форми спор, так метан-окислюючі бактерії роду Methylosinus формують так звані екзоспори, названі так тому що вони формуються брунькуванням на кінці клітини. Інші типи спор, так звані «цисти», утворюються членами родів Azotobacter, Bdellovibrio (бделоцисти), і Myxococcus (міксоспори). Вони стійкі до висушування та інших шкідливих умов, але меншою мірою, ніж ендопори. Нитчасті Actinobacteria формують відтворюючі спори двох категорій: кондіціоспори, які є ланцюжками спор, сформованих з міцелієподібник ниток, та спорангієспори, які формуються в спеціалізованих мішечках, спорангіях.
Часто у вигляді спор ефективніше проходить розселення, тому що частково зневоднена клітка має меншу масу і може розноситися вітром або тваринами у висушеному стані. Деякі спори, такі як міскоспори, формуються у вигляді плодових тіл, що містять багато тисяч спор, що переносяться птахами і служать для поширення бактерії на нові території.

## Спори рослин

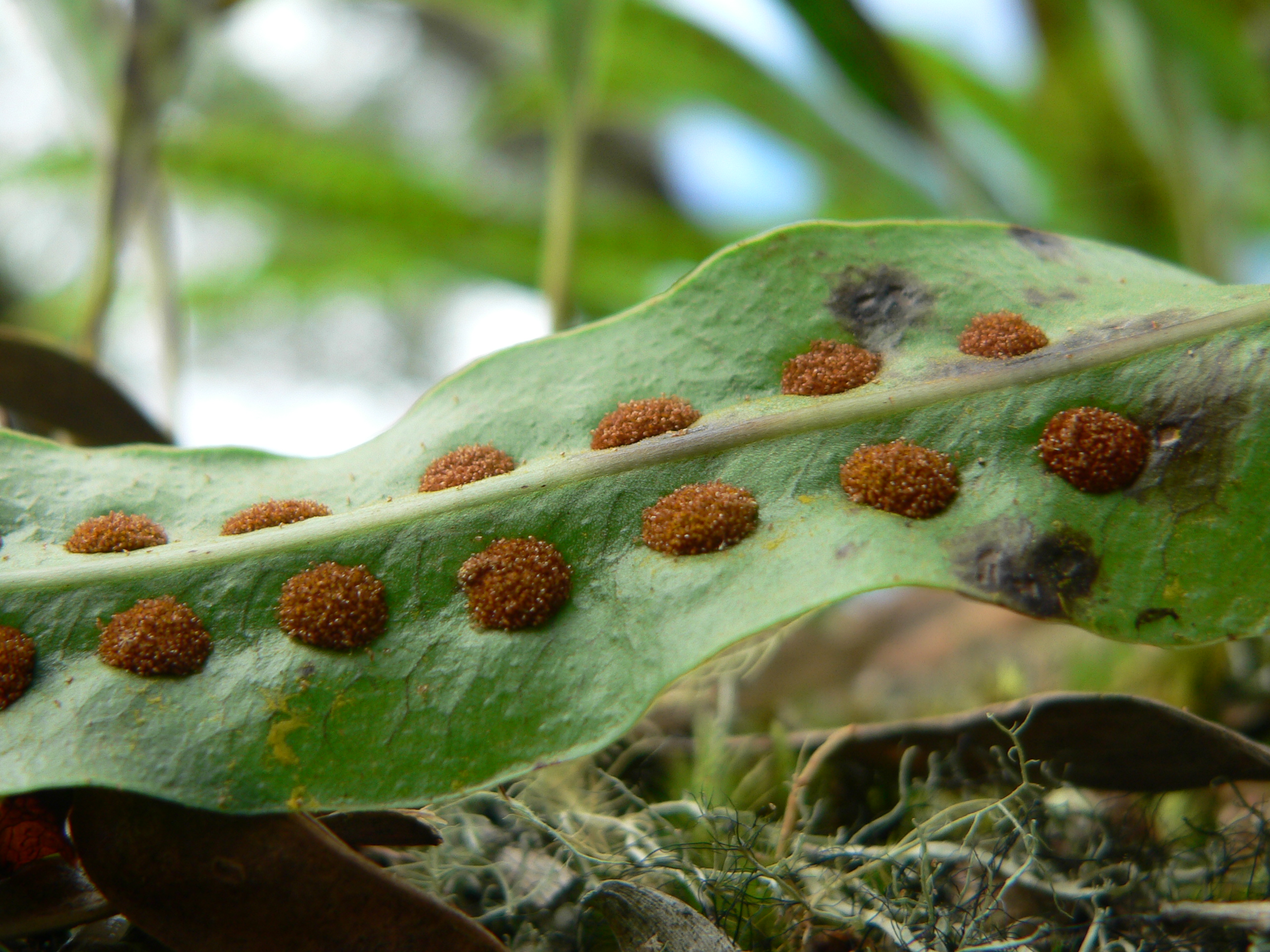
Мейоспорангії на нижній частині листка папороті.

У циклі розвитку рослин, починаючи з зеленими водоростями і закінчуючи покритонасінними, послідовно чергуються стадії спорофіту (рослини, створюючої спори) і гаметофіту (рослини, створюючої гамети). Так, у папороті спорофітом є доросла рослина, що поширює спори; з кожної такої спори зростає заросток, гаметофіт: він утворює гаметангії — жіночі архегонії і чоловічі антеридії, в яких розвиваються статеві гамети що, зливаючись (зазвичай перехресно з різних рослин), утворюють зиготу, яка розвивається на заростку і зростає в дорослу рослину.
Розмноження спорами — безстатеве, проте спори беруть участь в процесі статевого розмноження у насінних рослин. Доросла рослина тут є спорофітом, створюючим макро- (жіночі) і мікроспори (чоловічі), які розвиваються відповідно в яйцеклітину і зріле пилкове зерно, що є гаметофітом.

## Спори грибів та найпростіших

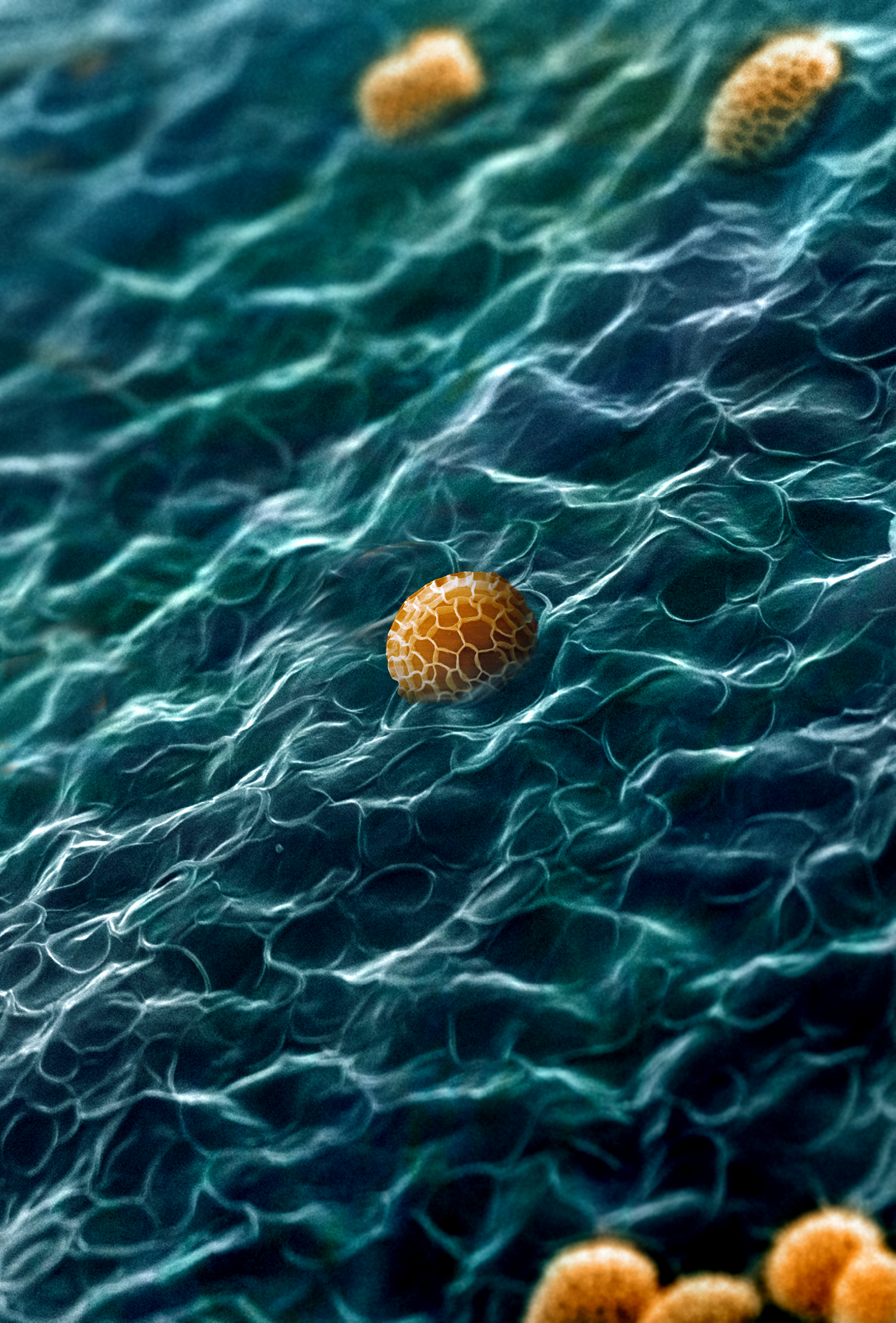
Спори на внутрішній оболонці спорангію міксоміцета Tubifera dudkae

У грибів спори часто класифікуються за структурою, в якій відбувається мейоз і утворення спори. Тому що ці структури части залежать від таксономічного походження виду, тип спори — часто характеристика таксона грибів. Такими типами спор є:
- Спорангіоспори: спори, що утворюються в спорангіях, наприклад у грибів-зигоміцетів (Zygomycota).
- Аскоспори: спори, що утворюються в асках (сумках) аскоміцетів (Ascomycota).
- Базидіоспори: спори, що утворюються в базидіях базидіоміцетів (Basidiomycota).
- Еціоспори: спори, що утворюються в еціях деяких грибів, наприклад, плісняви.
- Уредіоспори: спори, що утворюються в уредіях деяких грибів, наприклад, плісняви.
- Теліоспори: спори, що утворюються в теліях деяких грибів, наприклад, плісняви.
- Ооспори: спори, що утворюються в оогоніях, ооміцетів (Oomycetes).
- Карпоспори: спори, що утворюються в карпоспорофітах червоних водоростей (Rhodophyta).
- Тетраспори: спори, що утворюються в тетраспорофітах червоних водоростей.